# John Philipose
John Philipose (...) è un biblista e traduttore indiano.
Studioso del Nuovo Testamento, dal 1984 al 1991 è stato responsabile delle traduzioni della Società Biblica Indiana, con sede a Bangalore. Ha contribuito alla traduzione della Bibbia in numerosi idiomi dell'India, collaborando a The Bible Translator, rivista specializzata con revisione paritaria dei contenuti.

## Biografia
Conseguito il baccellierato in Scienze al Madras Christian College di Tambaram, frequentò lo United Theological College, seminario cristiano e di orientamento ecumenista, con sede a Bangalore. La sua vocazione sacerdotale fu qui seguita dal direttore spirituale J. R. Chandran (1918-2000), rettore dell'Università di Serampore dal 1970 al 1971.

Nel 1958, completò il Bachelor of Divinity all'università Senate of Serampore College, ad esso affiliata.
Nel 1970 ottenne il Master of Theology al seminario teologico di Princeton, e il PhD all'Università di St. Andrews con il professor Mathew Black, sacerdote scozzese e fra i fondatori della rivista accademica New Testament Studies, pubblicata dalla Oxford University Press.
Ebbe il suo primo incarico quando alla presidenza della Società Biblica Indiana nel 1970 fu eletto Chrysostom Arangaden (1916-2004), studioso dell'Antico Testamento ed ex Presidente e Tesoriere onorario della National Missionary Society. Fu il referente dell'attività traduttoria dal 1984 al 1991, quando questo ruolo fu assunto da G.D.V. Prasad.

## Opere
- John Philipose, Western non-interpolations and related phenomena in the Gospels, 1975.[1]
- John Philipose, Off the beaten track: Some problems of translation, 1977.[6]
- John Philipose e Arangaden Chrysostom, Carey's legacy of Bible translation, =1992.[7]
- John Philipose, Kurios in Luke: A Diagnosis, 1992.[2]

## Traduzioni
Philippose pubblicò le seguenti traduzioni in lingua malayalam (titoli anche in inglese):
- John Philipose, The resurrection of the Lord Jesus, Bangalore, The Bible Society of India, 1973. URL consultato il 19 aprile 2019 (archiviato il 17 gennaio 2019).
- John Philipos, K. C. Abraham e M. K. Cherian, The man you cannot ignore ..., Bangalore, The Bible Society of India, 1975. URL consultato il 6 giugno 2019 (archiviato il 17 gennaio 2019).
- The way of life : the Gospel according to Saint John, Bangalore, The Bible Society of India, 1976. URL consultato il 19 aprile 2019 (archiviato il 17 gennaio 2019).

Collaborò all'opera con M.K.Cherian e con Kochakkan Chacko Abraham, Presidente dell'Andhra Pradesh dal 1978 al 1983, e poi mediatore nel Congress Working Committee durante lo scontro politico fra la fazione pro-sindacale e i fedeli di Indira Gandhi, che favorì l'uscita di quest'ultima dall'Indian National Congress.